# 서양 근대의 교육
본 문서는 서양 근대의 교육에 관한 것이다.

## 실학주의
인문주의적 실학주의는 인문주의의 극단적인 언어편중에는 반대하면서 고대어와 고대문화의 연구를 필요로 한 점에서 인문주의와 일치하고, 자연과 현실생활에 관한 지식을 경시하지 않는 점에서는 실학주의와 일치했다. 인문적 실학주의는 학교교육의 실제에는 직접적인 영향이 없었고, 다만 감각적 실학주의의 발전을 촉진한 데서만 의의를 찾을 수 있다. 사회적 실학주의는 몽테뉴가 대표자이다. 그는 학생으로 하여금 사회적으로 행복한 지위에 있게 하기 위한 준비로서 교육을 제1의 목표로 하고, 근대의 사회적 제기관에 대한 경험과 학습을 중시하여 여행 등을 장려하였다. 특히 몽테뉴는 교육의 목적·방법의 모든 것을 서적의 학습에서가 아니라, 오히려 아동생활 그 자체에서 직접 이끌어 내야 한다고 역설했다. 감각적 실학주의는 아동이 감각적으로 경험함으로써 비로소 직접적이고 가치있는 지식을 획득할 수 있으므로, 구체적인 물적 환경에서 교재를 찾아 내어 감각기관을 훈련시켜 그 교재를 학습하도록 하는 것을 중시하였다. 이러한 감각적 실학주의는 중등교육에 영향을 끼쳤다.

## 계몽운동
계몽운동은 18세기에 프랑스 및 독일에서 그 전성을 이루었으며, 계몽사조의 주류는 합리주의 및 이성만능주의였다. 따라서 교육에 있어서도 이 계몽운동은 이성의 발달을 도모하고 사고력의 연마에 치중하였다. 이로부터 개인의 입장을 주로 하여 개성을 존중하는 풍조가 생겨, 경험을 존중하고 사실에 입각하는 것이 중요하다고 생각하게 되었다. 또 자연적이고 자연과학적인 안목이 필요하다고 간주됨으로써 실리적 태도가 조장되었다.

## 신인문주의 운동
18세기 후반에 들어와서는 당시의 계몽정신이 너무 지성으로 기울어져서 정서를 무시한 데 대한 반동으로, 신인문주의 운동이 일어났다. 이것은 그리스의 이상을 부흥시켜서 인간성의 원만한 발달을 꾀하게 하였다. 게스너·하이네·헤르더·빙켈만·괴테·훔볼트 등은 모두 이 운동의 유력한 대표자로서, 독일문예의 황금시대를 이루었다. 신인문주의와 독일이상주의가 합류된 것은 1807년 말의 피히테의 대강연 '독일 국민에게 고함'에서였다. 또 훔볼트가 추진한 페스탈로치 교육법의 수입, 베를린 대학의 창설 등은 모두 신인문주의적 정신이 교육제도에 나타난 것이다. 특히 주목할 점은 김나지움의 개혁인데, 훔볼트에서 시작하여 확실한 발달을 보게 되었다. 이 정신적인 운동은 고전문화에의 동경을 원동력으로 하면서도 낡은 인문주의가 지나친 언어주의·라틴어 편중주의에 기울어져 있는 것에 반대하여 그리스어를 존중하고, 그리스 문학·그리스 미술 속에 담겨 있는 인간성을 존중했다. 이 신인문주의는 인문적 실학주의의 연쇄로 볼 수 있으나, 이 새로운 운동은 계몽주의에 대항하여 일어난 것으로서, 사적 의의가 자못 크다고 할 수 있다. 신인문주의운동은 계몽사조의 자유주의·주지주의·합리주의·반역사주의·개인주의적인 세계주의에 반대해 정의주의·역사주의·국가주의를 주장하는 점에 그 특색이 있다.

## 시기별 교육
- 문예부흥기의 교육
- 종교개혁기의 교육
- 서양 17세기의 교육
- 서양 18세기의 교육
- 서양 19세기의 교육

## 같이 보기
- 서양 고대의 교육
- 서양 중세의 교육
- 서양 현대의 교육